# Calliope Jones
Calliope Jones is een personage uit de soapserie Days of our Lives. De rol werd gespeeld door Arleen Sorkin van 1984 tot 1990 en keerde nog terug voor gastoptredens in 1992, 2001, 2006 en 2010.

## Personagebeschrijving
Calliope kwam in 1984 naar Salem om te werken in de kledingzaak van Liz Chandler. In haar eerste scènes was ze bezig aan het maken van een jurk voor Anna DiMera. Kort daarna kwam ze in het bezit van een diamanten collier die oorspronkelijk van Daphne DiMera was. Calliope zei dat deze van haar was, maar Stefano DiMera wilde deze maar wat graag hebben omdat het een van de drie prisma's bezat die hij verzamelde.
Alex Marshall, Anna en Tony DiMera kozen Haïti uit voor een fotoshoot voor hun nieuw modebedrijf. Aan boord van het vliegtuig naar daar waren ook Calliope, Eugene Bradford, Bo Brady, Hope Williams, Liz Chandler, Carlo Forenza, Daphne, Tony, Anna en André DiMera. André was verstekeling en bedreigde de piloot om zijn koers te veranderen maar die kreeg een hartaanval en het vliegtuig stortte neer. Daphne was het enige slachtoffer.
In 1985 verloofde Calliope zich met Eugene Bradford. Om zijn erfenis te krijgen moest Eugene echter met een rijke dame trouwen en Calliope deed zich voor als een dame van stand en mocht met Eugene trouwen. De moeder van Eugene had het grootste deel van de erfenis echter al verbrast. Zijn moeder kon in de gevangenis vliegen als dit ontdekt werd en om haar te helpen trouwde hij met de rijke Madeline Rutherford en name en job aan bij de krant Salem Today en schreef daar een column onder de vrouwelijke alias Bettina Lovelorn. Om zich als Bettina voor te doen moest Eugene zich verkleden als vrouw. Nadat zijn ware identiteit onthuld werd werd hij ontslagen en vervolgd voor fraude. Madeline scheidde van Eugene en met het weinige geld dat hij nog had trouwde hij met Calliope op 31 december 1985.
Kort na hun huwelijk verdween Eugene samen met een tijdsmachine waaraan hij werkte. Hij keerde terug in 1989 en hield zich verborgen in de kelder van Kimberly Brady. Eugene was naar de toekomst gereisd en had een androïde versie van Calliope gemaakt die hij terug meenam naar het heden. Eugene en Calliope werden eindelijk verenigd, maar mensen uit de toekomst kwamen zoeken naar de androïde Calliope en namen de echte per vergissing gevangen. Eugene kon Calliope bevrijden en verdween kort daarna opnieuw met zijn tijdsmachine. Calliope werd samen met Jennifer Horton gastvrouw van een talkshow maar verliet Salem in 1990.
In 2006 keerde Calliope terug naar Salem om een trouwjurk te maken voor Mimi Lockhart en verklaarde dat zij en Eugene nog steeds gelukkig getrouwd waren.